# Boda (Repubblica Centrafricana)
Boda è una subprefettura della Prefettura di Lobaye, nella Repubblica Centrafricana.